# Anne Francis
Anne Lloyd Francis (bürgerlich Ann Marvak, * 16. September 1930 in Ossining, New York; † 2. Januar 2011 in Santa Barbara, Kalifornien) war eine US-amerikanische Filmschauspielerin.

## Leben
Francis kam schon früh mit der Welt des Showbusiness in Kontakt. Schon im Alter von sechs Jahren war sie Fotomodell und wirkte in Radioseifenopern mit. Im Alter von elf Jahren stand sie an der Seite von Gertrude Lawrence in dem bekannten Stück Lady in the Dark am Broadway auf der Theaterbühne. Nach dem Zweiten Weltkrieg nahm MGM sie unter Vertrag. Ihr Filmdebüt gab sie 1947 in Bezaubernde Lippen.
In der Folgezeit spielte sie in mehreren Filmen mit, konnte aber keinen Durchbruch in Hollywood verzeichnen. Daraufhin ging sie zurück nach New York und spielte danach einige Rollen im Fernsehen und in Low-Budget-Filmen, wo sie dem einflussreichen Produzenten Darryl F. Zanuck als junge Verbrecherin im Film So jung und so verdorben auffiel. Er gab ihr einen Vertrag bei 20th Century Fox. In der Folgezeit spielte sie sich in die erste Riege der Hollywoodstarlets.
Einen ersten Karrierehöhepunkt erreichte sie 1955 an der Seite Spencer Tracys in Stadt in Angst. Ebenfalls 1955 spielte sie im Jugenddrama Die Saat der Gewalt an der Seite Glenn Fords und Sidney Poitiers. Ihre bekannteste Rolle hatte sie im Jahr darauf im Science-Fiction-Klassiker Alarm im Weltall. Eine große Hollywoodkarriere blieb ihr danach jedoch verwehrt.
Francis spielte zwar noch regelmäßig in Kinofilmen, war aber ab den 1960er-Jahren vor allem im Fernsehen zu sehen, etwa in Serien wie Privatdetektivin Honey West (1965/66), in der sie die Hauptrolle innehatte und für die sie 1966 einen Golden Globe Award erhielt. Nachdem ihre Rolle in Funny Girl 1968 fast völlig der Schere zum Opfer gefallen war und die folgenden Filme Jerry, der Herzpatient (1969, mit Jerry Lewis) und Sexualprotz wider Willen (1969, mit Don Knotts) von minderem Niveau und völlige Flops waren, zog sie sich bis auf wenige Ausnahmen nahezu völlig von der Leinwand zurück und beschränkte sich in der Folgezeit auf ihre Fernseharbeit. In den 1990er- und 2000er-Jahren wurde sie immer mehr zu einem gern gesehenen Gesicht in kleineren Nebenrollen in Fernsehserien wie der Drew Carey Show.
Zu einer besonderen Ehre kam Anne Francis, als sie von Richard O’Brien im Titelsong Science Fiction/Double Feature in dessen Musical The Rocky Horror Picture Show neben anderen Genrestars des fantastischen Films wie Michael Rennie, Claude Rains, Fay Wray, Leo G. Carroll und George Pal Erwähnung fand.
Francis starb am 2. Januar 2011 an Bauchspeicheldrüsenkrebs.

## Filmografie (Auswahl)

### Kino
- 1947: Bezaubernde Lippen (This Time for Keeps)
- 1948: Summer Holiday
- 1948: Der Pirat (The Pirate)
- 1948: Jenny (Portrait of Jennie)
- 1950: So jung und so verdorben (So Young, So Bad)
- 1951: Cornelia tut das nicht (Elopement)
- 1952: Schwarze Trommeln (Lydia Bailey)
- 1952: Casanova wider Willen (Dreamboat)
- 1954: Eine Nacht mit Susanne (Susan Slept Here)
- 1954: Heißes Pflaster (Rogue Cop)
- 1955: Stadt in Angst (Bad Day at Black Rock)
- 1955: Urlaub bis zum Wecken (Battle Cry)
- 1955: Die Saat der Gewalt (Blackboard Jungle)
- 1955: Der scharlachrote Rock (The Scarlet Coat)
- 1956: Alarm im Weltall (Forbidden Planet)
- 1956: Anklage: Hochverrat (The Rack)
- 1957: Flucht vor dem Galgen (The Hired Gun)
- 1957: Geh nicht zu nah ans Wasser (Don’t Go Near the Water)
- 1960: SOS für Flug T 17 (The Crowded Sky)
- 1965: Geheimagent Barrett greift ein (The Satan Bug)
- 1965: Das teuflische Spiel (Brainstorm)
- 1968: Funny Girl
- 1969: Killer Cain (More Dead Than Alive)
- 1969: Jerry, der Herzpatient (Hook, Line & Sinker)
- 1969: Sexualprotz wider Willen (The Love God?)
- 1972: Viva Pancho Villa (Pancho Villa)
- 1976: Survival
- 1978: Die Colson Affäre (Born Again)
- 1990: Little Vegas
- 1996: Lover's Knot – Eine Liebe mit Hindernissen (Lover’s Knot)

### Fernsehen
- 1949–1950: Kraft Television Theatre (sechs Folgen)
- 1959: Tausend Meilen Staub (Rawhide, Folge 2x04)
- 1960: Die Unbestechlichen (The Untouchables, Folge 1x24)
- 1960–1965: Alfred Hitchcock Presents (fünf Folgen)
- 1960, 1963: Twilight Zone (The Twilight Zone, zwei Folgen)
- 1961: Route 66 (zwei Folgen)
- 1964: Solo für O.N.C.E.L. (The Man from U.N.C.L.E., zwei Folgen)
- 1964, 1970: Die Leute von der Shiloh Ranch (The Virginian, zwei Folgen)
- 1965–1966: Privatdetektivin Honey West (Honey West, 30 Folgen)
- 1967: Auf der Flucht (The Fugitive, Folge 4x17)
- 1969: Kobra, übernehmen Sie (Mission: Impossible, Folge 4x10)
- 1970: Verschollen im Pazifik (Lost Flight, Fernsehfilm)
- 1970: Dan Oakland (Dan August, Folge 1x01)
- 1970: Wo die Liebe hinfällt (Love American Style, Folge 2x05)
- 1970, 1973: FBI (The F.B.I., zwei Folgen)
- 1971: Meine drei Söhne (My Three Sons, drei Folgen)
- 1972: Rauchende Colts (Gunsmoke, Folge 18x06)
- 1972: Columbo: Zigarren für den Chef (Short Fuse, Fernsehreihe)
- 1973: Columbo: Zwei Leben an einem Faden (A Stitch in Crime, Fernsehreihe)
- 1972, 1974: Der Chef (Ironside, zwei Folgen)
- 1973: Cannon (Folge 3x05)
- 1973, 1975: Barnaby Jones (zwei Folgen)
- 1974: Kung Fu (Folge 2x17 Caine und das Zeichen der Eule)
- 1975: Ein Mädchen, ein Muli und Omas Whisky (A Girl Named Sooner, Fernsehfilm)
- 1975: Petrocelli (Folge 2x09)
- 1975: Die knallharten Fünf (S.W.A.T., Folge 2x15)
- 1976: Wonder Woman (Folge 1x04 Der Schönheitswettbewerb)
- 1976, 1978: Make-up und Pistolen (Police Woman, zwei Folgen)
- 1977: Pazifikgeschwader 214 (Baa Baa Black Sheep, zwei Folgen)
- 1978: Hawaii Fünf-Null (Hawaii Five-O, Folge 10x19)
- 1978: Vegas (Vega$, Folge 1x04)
- 1978, 1980: Drei Engel für Charlie (Charlie’s Angels, zwei Folgen)
- 1978–1981: Fantasy Island (drei Folgen)
- 1979: Quincy (Folge 4x18)
- 1980, 1983: Trapper John, M.D. (zwei Folgen)
- 1981: Dallas (vier Folgen)
- 1982: CHiPs (Folge 5x18)
- 1982: Labyrinth der Monster (Mazes and Monsters, Fernsehfilm)
- 1983: Charley's Aunt (Fernsehfilm)
- 1983: Simon & Simon (Folge 3x06)
- 1984: Trio mit vier Fäusten (Riptide, sechs Folgen)
- 1984: Love Boat (The Love Boat, Folge 8x15)
- 1984–1990: Mord ist ihr Hobby (Murder, She Wrote, drei Folgen)
- 1985: Die Fälle des Harry Fox (Crazy like a Fox, Folge 1x03)
- 1986: Coup mit alten Meistern (A Masterpiece of Murder, Fernsehfilm)
- 1987: Jake und McCabe – Durch dick und dünn (Jake and the Fatman, Folge 1x02)
- 1987: Armes reiches Mädchen – Die Geschichte der Barbara Hutton (Poor Little Rich Girl: The Barbara Hutton Story, Fernsehfilm)
- 1989: Matlock (Folge 3x12)
- 1989: Golden Girls (The Golden Girls, Folge 4x19)
- 1993: Die Verschwörer (Dark Justice, Folge 3x20)
- 1996: Verschleppt – Laß meinen Sohn nicht sterben! (Have You Seen My Son, Fernsehfilm)
- 1996: Überflieger (Wings, Folge 7x22)
- 1997: Hör mal, wer da hämmert (Home Improvement, Folge 6x16)
- 1997: Conan, der Abenteurer (Conan, Folge 1x09)
- 1998: Nash Bridges (Folge 3x23)
- 1998: Drew Carey Show (zwei Folgen)
- 1999: Fantasy Island (Folge 1x13)
- 2004: Without a Trace – Spurlos verschwunden (Folge 2x20 Zeit zu sterben)

## Auszeichnungen
- 1960: Stern auf dem Hollywood Walk of Fame (1611 Vine Street)
- 1966: Golden Globe Award in der Kategorie Beste Serien-Hauptdarstellerin – Drama für Privatdetektivin Honey West
- 1966: Nominierung für den Emmy in der Kategorie Beste Hauptdarstellerin in einer Dramaserie für Privatdetektivin Honey West